# 퍼스트스트라이크
퍼스트스트라이크(FIRESTRIKE)는 미국 노스롭 그루만이 개발한 레이저포를 말한다. JHPSSL 레이저라고도 부른다.

## 역사
2008년 11월 13일, 노스롭 그루만은 최초의 전투용 적합상태의 고체 레이저 무기를 소개했다. 퍼스트스트라이크는 15 kW 출력의 모듈식 레이저이며, 무게는 400 파운드(181 kg)이다. 7개 이상을 결합해 100 kW 레이저포를 만들 수 있다.